# Les nits blanques

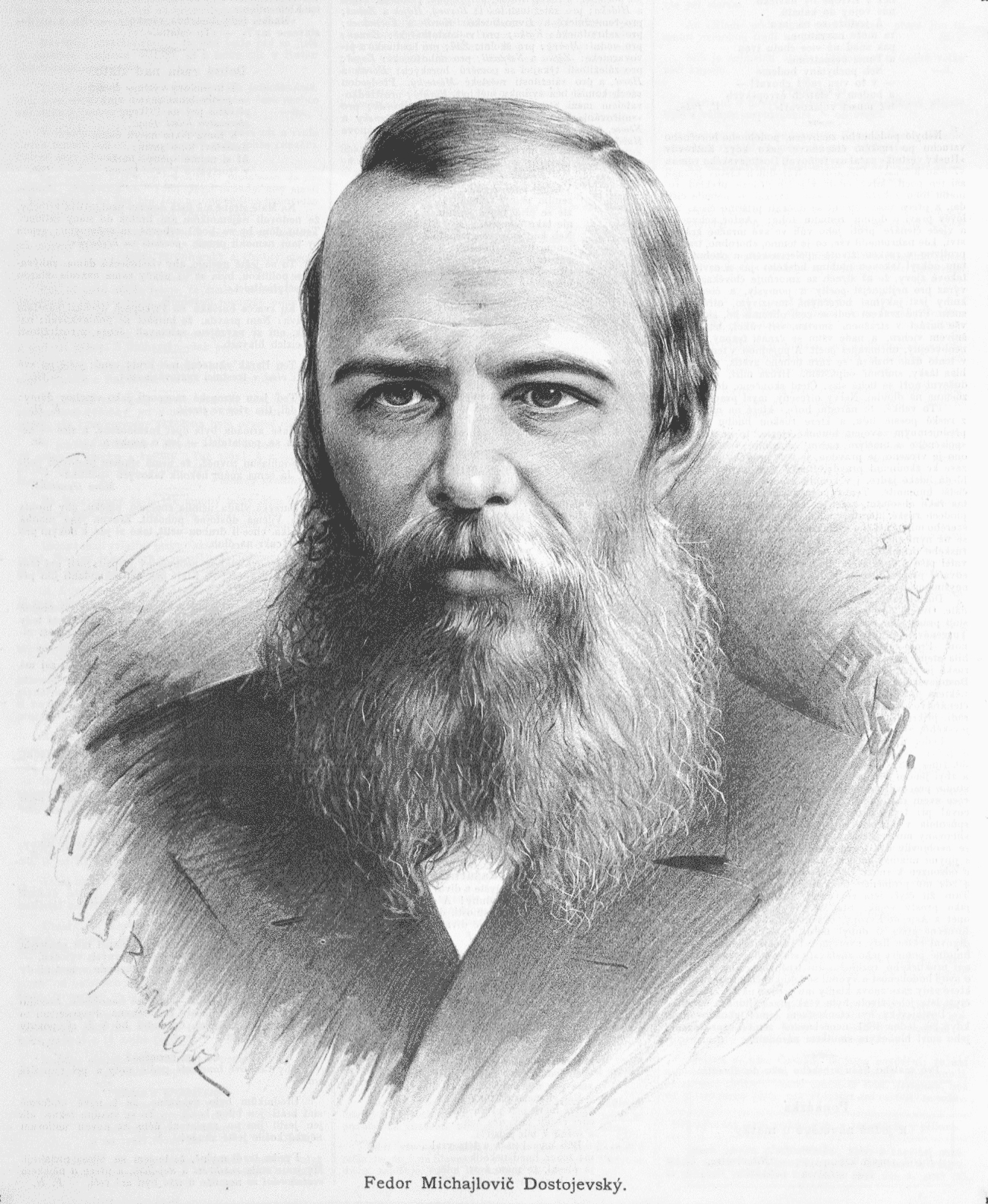
Dostoievski

Les nits blanques (en rus: Белые ночи) és una novel·la curta de l'autor rus Fiódor Dostoievski publicada el 1848. És una de les primeres novel·les que va escriure l'autor.

## Títol de l'obra
A Rússia ocorre un fenomen durant el solstici d'estiu, en les àrees de latitud alta (com és el cas de Sant Petersburg), en el qual les postes de sol són tard, i les albes més d'hora. Com a conseqüència, la foscor mai no és completa (Dostoievski també fa al·lusió a les nits blanques russes a L'idiota, quan Ippolit el convida a la seva datxa). Ambdues històries (la del narrador i la de Nàstienka) ocorren durant aquesta època de l'any.
A més es mostra un instant fugaç, en què el protagonista al llarg d'aquestes nits creu haver trobat per fi l'alivi tan esperat a la seva solitud, el qual després de l'última nit es converteix en una trista alba amb la culminació de la seva il·lusió.

## Estil
El narrador és equiscent o bé anomenat narrador personatge. El conte és narrat des de la seva perspectiva i pensaments. El narrador és ell. Els pensaments i emocions que s'hi veuen són només els d'ell, tret quan ella comença a contar la seva història. La narració està en primera persona del singular, per tant.

## Trama
Com en moltes de les obres de l'autor, l'obra està narrada en primera persona per un narrador sense nom. El protagonista és l'arquetip del jove somniador i solitari i imagina constantment la seva vellesa solitària. Durant un dels seus llargs i quotidians passeigs pels carrers de Sant Petersburg es troba amb una jove, Nàstenka. Fins llavors ell mai no havia parlat amb dones i molt menys se n'havia enamorat, però troba quelcom en ella que l'atreu. La narració està estructurada durant quatre nits i un matí.

### Primera nit
El protagonista viu una solitària vida a Sant Petersburg, en un petit apartament, amb la seva matrona d'avançada edat i poc comunicativa. Diàriament passeja per la ciutat i canvia el seu hàbit de passeig durant la nit, imaginant la vida de la gent que veu cada dia, i la vida dels edificis. Es troba amb una dona que està plorant, ell comença a parlar-li i els dos s'agraden. En acompanyar-la a casa seva, ella li explica com de sola se sent i es citen per parlar l'endemà amb una condició: que ell no l'estimi.

### Segona nit
En llur segona trobada, Nàstienka es presenta i els dos es fan amics en contar-se les històries de llurs respectives vides. En un discurs similar al d'Apunts del subsòl, el narrador dona un grandiloqüent discurs sobre la solitud i la felicitat d'haver trobat companyia, el qual porta Nàstienka a comentar: ...parla vostè com si llegís un llibre. Al final d'un commovedor discurs, Nàstienka li assegura que serà la seva amiga.

### La història de la Nàstenka
A la tercera part, Nàstenka li narra la seva vida al narrador. Viu amb la seva àvia cega, qui la controla de mode molt estricte. Decideixen llogar l'habitació de la planta de dalt de l'edifici on viuen. Quan el primer hoste morí, fou reemplaçat per un jove distingit però pobre. El noi començà un silenciós corteig prestant-li llibres, entre ells, obres de Walter Scott i Aleksandr Puixkin.
La nit abans que ell deixés la ciutat per treballar a Moscou, Nàstienka s'escapa de la seva àvia i li demana que es casi amb ella. Ell la rebutja, dient-li que no té diners per mantenir-la, però que tornarà un any després. Nàstienka diu que ja fa exactament un any d'allò, però que en cap moment ell li ha escrit ni una carta.

### Tercera nit
El narrador s'adona que està enamorat platònicament d'ella. No obstant això, l'ajuda a escriure una carta i amaga els seus sentiments envers ella. Esperen la resposta de la carta, però Nàstenka perd l'esperança. Se sent tan còmoda amb el narrador que li conta que l'estima tant com a amic perquè no s'ha enamorat d'ella. El narrador, desesperat pel seu amor no correspost, comença a sentir-se alienat per ella també.

### Quarta nit
Dos dies després, el promès de Nàstenka no ha aparegut, i finalment ambdós es revelen llur amor, després que Nàstienka digués que ja no s'estimava el desaparegut promès. Fan plans de boda, i ella li ofereix el lloguer de l'habitació de dalt. Quan s'acomiaden, apareix el promès, torna un segon amb el narrador, el besa als llavis, però marxa amb l'altre home.

### El matí
Al següent dia li arriba una carta, la qual trenca però després compon, dient-li que ella l'estima com a amic, i que espera el seu perdó. Ella el convida a formar part de la seva vida, encara amb el seu promès present. Ell s'hi nega.

## Personatges
- El narrador: un jove pobre, solitari i somniador, que mai no ha tingut una conversa real amb ningú, ni ha tingut amics durant els seus vint-i-sis anys de vida. Viu amb la seva matrona en un petit apartament de lloguer. Es caracteritza pel seu discurs molt literari i la seva timidesa, tot i això, sempre intenta ajudar. És un home senzill, honrat, noble i generós.
- Nàstenka: una jove de disset anys, que viu amb la seva àvia cega i la seva criada sorda. Viu gairebé lligada a les faldilles de sa àvia, amb qui passa la major part del temps. Està enamorada d'un antic hoste de casa seva, que va prometre-la tornar a visitar-la l'any següent, i passa les nits esperant-lo.
- El promès de Nàstenka: és l'antagonista de la història. És un noi jove, pobre, però d'aspecte distingit, amant de la cultura. Durant la seva estada a Sant Petersburg va prometre's tàcitament amb Nàstienka, però havia d'anar a Moscou a guanyar-hi diners.